# Любича-Королівська
Любича-Королівська (пол. Lubycza Królewska) — місто в східній Польщі за 10 км від кордону з Україною. Належить до Томашівського повіту Люблінського воєводства. Центр місько-сільської гміни Любича-Королівська.

## Історія
Місто було давньою королівською власністю. У 1759—1787 рр. мало міські права. До 1939 р. 90 % населення становили євреї. З півночі до Любичі Королівської прилягала сільська забудова, об'єднана у громаду Любича Камеральна (після Другої світової війни переважно знищена, частково приєднана до міста). Обидві громади належали до Равського повіту. На 01.01.1939 в Любичі Королівській проживало 740 мешканців, з них 20 українців-грекокатоликів, 90 поляків, 630 євреїв, а в Любичі Камеральній — 2320 мешканців, з них 2130 українців-грекокатоликів, 70 українців-римокатоликів, 80 поляків, 20 євреїв і 20 німців.
4 жовтня 1942 року німці без суду розстріляли в Любичі Королівській 46 селян, з яких 31 українця.
21 липня 1944 р. було захоплене радянськими військами.
1 січня 2016 р. Любичі-Королівській надано статус міста.

## Пам'ятки
- Неоготичний парафіяльний костел 1904 р. побудови, у ньому знаходиться образ Божої Матері з Ісусом 16 ст, що походить з Рави-Руської.